# Athletic Club
L'Athletic Club, noto come Athletic Bilbao o semplicemente Athletic, è una società calcistica spagnola di Bilbao, maggiore città dei Paesi Baschi e capoluogo della Biscaglia.
Fondato nel 1898, milita da sempre nella massima serie del campionato spagnolo, essendo, insieme a Barcellona e Real Madrid, uno dei tre club che hanno partecipato a tutte le edizioni della prima divisione nazionale fin dalla sua istituzione, risalente al 1928-1929.
In ambito confederale i suoi migliori traguardi sono due finali di Coppa UEFA/Europa League, entrambe perse, la prima nel 1976-1977 contro la Juventus e la seconda nel 2011-2012 contro i connazionali dell'Atlético Madrid. Al di fuori delle competizioni confederali la squadra ha disputato inoltre una finale di Coppa Latina, persa contro il Milan nel 1956.
A livello nazionale è la terza squadra in Spagna per numero di titoli ufficiali vinti: 36. Nella bacheca del club figurano: 8 campionati, 24 Coppe del Re, 3 Supercoppe di Spagna e una Coppa Eva Duarte. Con 36 trofei ufficiali è la terza squadra più vincente in Spagna dietro Real Madrid e Barcellona.
Il club è noto per la sua politica di tesseramento di soli giocatori baschi, di ascendenza dell'Hegoalde (la parte meridionale del Paese Basco, in Spagna) o dell'Iparralde (quella settentrionale, in Francia), oppure formatisi nelle giovanili di un club basco.
Tuttavia, per mantenere la sua internazionalità, l'Athletic conserva la "h" nel nome, a sottolinearne l'origine britannica – consuetudine temporaneamente abbandonata solo nel periodo franchista, in cui fu obbligata all'ispanizzazione del nome in "Atlético" – e tessera sovente allenatori non baschi.
Nel 2010 un sondaggio della dirigenza del club condotto tra i tifosi circa la loro disponibilità al tesseramento di giocatori stranieri ebbe come risultato il 93% di risposte negative, confermando l'attaccamento dei tifosi alla nota tradizione del club.
Un secondo sondaggio relativo alla possibilità di tesserare giocatori oriundi (stranieri di origini basche) ebbe come risultato il 57% di risposte affermative, ma solo se di prima generazione (con genitori o nonni baschi) oppure che fossero cresciuti nelle giovanili di squadre basche o con comprovata fede calcistica verso il club.
I giocatori dell'Athletic sono noti come Rojiblancos ("rosso-bianchi", o "Txurigorri" in lingua basca) dal colore delle loro uniformi di gioco, oppure los Leones perché lo stadio del club prende il nome da una chiesa limitrofa dedicata a Mamete di Cesarea, in spagnolo Mamés, santo protocristiano che, secondo la leggenda relativa alla sua canonizzazione, sarebbe stato dato in pasto ai leoni, i quali avrebbero, tuttavia, rifiutato di divorarlo.

## Storia

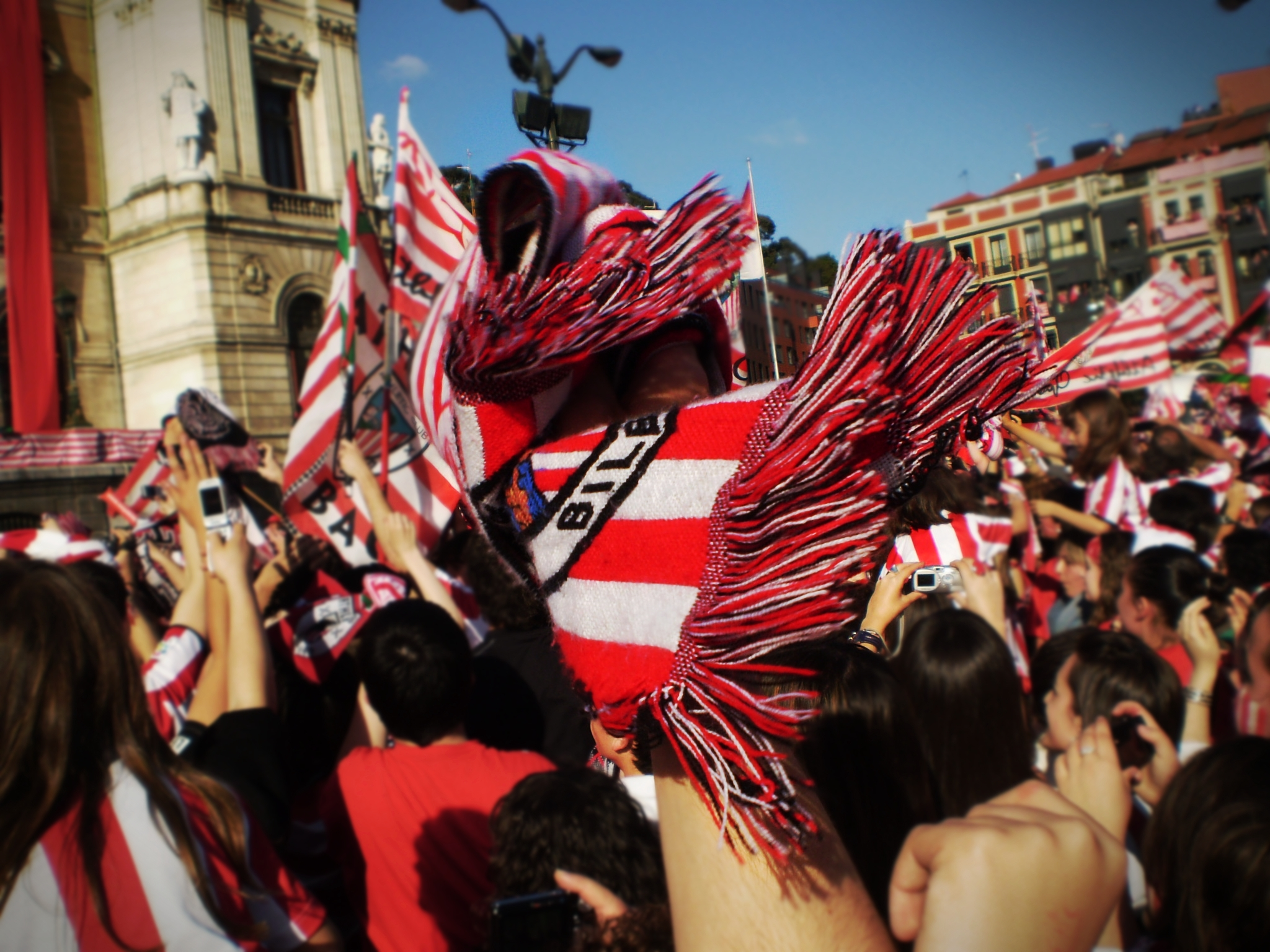
Tifosi dell'Athletic

### Le origini del calcio a Bilbao
La storia dell'Athletic Club non può prescindere dalla situazione presente in Biscaglia alla fine del XIX secolo. Durante questo periodo nel porto di Bilbao giungevano numerose navi provenienti dal Regno Unito cariche di materie prime necessarie alla fiorente industria biscaglina. Insieme con le materie prime giungevano in Spagna anche numerosi tecnici e lavoratori inglesi, portando con loro la propria cultura. In un progetto di scambio culturale i giovani bilbaini della borghesia si recavano nel Regno Unito per studiare nei prestigiosi college inglesi, apprendendo così la cultura inglese.
Questo continuo interscambio culturale fece sì che si importasse in Biscaglia uno sport tipicamente inglese, il foot-ball, che si aggiunse agli sport baschi tipici della zona, che all'epoca erano gli unici conosciuti e praticati. La curiosità per questo nuovo sport presto si trasformò in passione e in breve tempo nacque la prima squadra cittadina, il Bilbao Foot-ball Club.

### La nascita dell'Athletic Club nel 1898

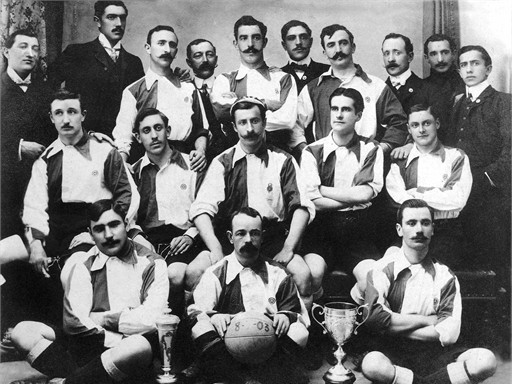
L'Athletic vincitore della Copa del Rey 1903, edizione inaugurale del torneo, contro il Madrid.

Il diffondersi del nuovo sport non si fermò qui e presto divenne un fenomeno regionale tanto da far nascere, nel 1898, il primo club basco, l'Athletic Club. Nel febbraio del 1901 vennero redatte le regole di gestione del club che furono accettate e rese effettive l'11 giugno. Dopo aver ricevuto il permesso dal governo civile il club divenne effettivo il 5 settembre 1901 con 33 membri fondatori e un presidente, Luis Márquez Marmolejo.
Inizialmente ci fu rivalità con il già esistente Bilbao Foot-ball Club, ma poi le due società decisero di unirsi creando una formazione chiamata Bizkaia. Questa squadra vinse la prima coppa nazionale nel 1902 sconfiggendo il Barcelona per due reti a una.
Gli inizi della storia dell'Athletic Club sono fatti di vittorie. Infatti i primi anni della sua storia la squadra vince di nuovo il campionato spagnolo oltre ad altri tornei, come ad esempio la Coppa di Biscaglia, e numerose amichevoli. Una data storica è quella che vede per la prima volta i giocatori dell'Athletic Club vestirsi di rojiblanco, ovvero di rosso e bianco. Questa data è il 9 gennaio 1910 e questi colori accompagneranno il Club per sempre.

### La nascita del San Mamés
Durante gli anni seguenti il calcio si diffonde a macchia d'olio e il numero di tifosi dell'Athletic aumenta vertiginosamente. Il presidente di quegli anni decide, quindi, di costruire uno stadio che possa ospitare le partite casalinghe del Club e una discreta parte di tifosi che volessero assistere alle partite. La zona prescelta è quella tra la Gran Via e l'asilo San Mamés. Il progetto del nuovo stadio fu affidato all'architetto Manuel María Smith e i lavori incominciarono il 20 gennaio 1913. L'impianto prevedeva 3500 posti a sedere e fu inaugurato il 21 agosto 1913 alla presenza del re Alfonso XIII. Gli venne dato il nome di San Mamés.

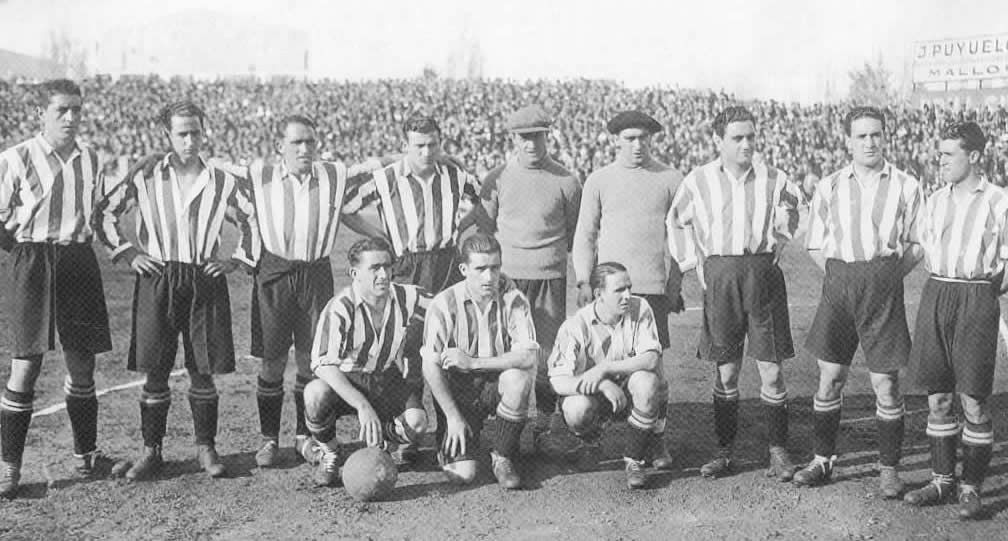
L'Athletic che vinse il campionato di Primera División 1930-1931

Dopo aver vinto la Coppa di Biscaglia per tre volte consecutive (di cui l'ultima nel 1916), l'Athletic cade in un periodo di disgrazia, dovuto anche allo scoppio della prima guerra mondiale che costrinse l'allenatore (di nazionalità inglese) ad abbandonare il Club per tornare in patria. L'arrivo di Frederick Pentland come nuovo allenatore dei rojiblancos nel 1922 porta, oltre a un periodo di successi, anche ad alcune innovazioni, come l'allenamento fisso quotidiano e il pagamento di uno stipendio per i giocatori che vestono la maglia dell'Athletic. La stagione 1928-29 vede nascere la prima lega spagnola formata da 10 squadre e il relativo primo campionato nazionale. Ad imporsi è il Barcellona, ma l'Athletic è la squadra che segna il maggior numero di gol. La seconda stagione vede l'Athletic fare la prima doppietta spagnola della storia: vince campionato (senza essere mai sconfitto) e coppa nazionale. La direzione di Pentland porta numerosi successi e vittorie di goleada, tra cui il record storico di più larga vittoria per 12-1 contro il Barcellona.

### Telmo Zarra e la squadra degli "undici paesani"
Nel 1941 un decreto governativo impedisce qualsiasi denominazione che non sia di lingua spagnola. Per questo motivo il nome della società passa da essere Athletic Club ad essere Atlético de Bilbao.
Dopo tre anni senza gare ufficiali l'Athletic necessita di essere ricostruito da zero. Gli ultimi anni degli anni trenta sono, quindi, un periodo di transizione in cui si costruì lentamente una grande squadra reclutando giovani talenti dalle squadre locali. Questa squadra si distinse per la sua famosa linea d'attacco (conosciuto come il "storica seconda linea d'attacco"), formata da Iriondo, Venancio, Zarra, Panizo e Gaínza. La stagione 1942-43 vede i rojiblancos tornare alla vittoria con un'altra doppietta, trionfando in campionato e in coppa. È la quinta vittoria in campionato e questo gli dà il diritto di conservare il trofeo. Fino al 1950, inoltre, l'Athletic vince altre 4 coppe. Durante il mondiale di Brasile del 1950 Zarra diventa un eroe nazionale dopo aver segnato il gol del definitivo 1-0 contro l'Inghilterra.
Gli anni cinquanta non iniziano molto bene per l'Athletic, anche a causa di continui cambi in panchina. Cambi che durarono fino all'ingaggio di l'assunzione, nel 1954, del tecnico slovacco Ferdinand Daučík, che sciolse la "storica seconda linea d'attacco" per far posto a una nuova generazione di calciatori, ancora più bravi della precedente, la cui formazione rimase nella memoria dei tifosi: Carmero; Orue, Garay, Canito, Mauri, Maguregi, Arteche, Markaida, Arieta, Uribe e Gainza (unico sopravvissuto della vecchia linea d'attacco).
Grazie alla guida del nuovo allenatore, l'Athletic vinse due coppe e un campionato in due anni e nel 1956 partecipò per la prima volta alla Coppa dei Campioni d'Europa, dove eliminò l'Budapest Honvéd di Ferenc Puskás, FC Porto, e alla fine cadde nei quarti di finale contro il Manchester United delle Busby Babes (anche se vinsero la gara di andata, disputata a Stadio San Mamés, per 5-3). Questa squadra ottenne il suo ultimo successo battendo il Real Madrid di Alfredo Di Stéfano nella finale di Coppa del 1958. Da quel momento in poi, furono soprannominati la squadra degli once aldeanos (it: undici paesani), perché con undici giocatori baschi riuscirono a battere i campioni d'Europa.

### L'esordio in Europa
In qualità di campione di Spagna in carica, tra il 29 giugno e il 3 luglio 1956 l'Athletic disputa per la prima volta una competizione europea, la Coppa Latina, arrivando ad un passo dall'aggiudicarsi il trofeo: la squadra viene sconfitta per 3-1 dal Milan nell'ultimo atto.
Il 20 settembre 1956 gioca la sua prima partita nella neonata Coppa dei Campioni (antesignana dell'odierna Champions League). Dopo un prestigioso successo contro gli ungheresi della Honvéd, con l'incontro di ritorno disputato a Bruxelles invece che a Budapest per l'invasione dell'esercito sovietico successivo alla rivoluzione ungherese, viene eliminata ai quarti di finale dal Manchester Utd dopo il doppio confronto vinto in casa dall'Athletic per 5-3 e perso all'Old Trafford per 3-0. L'anno successivo vince un'altra coppa nazionale.
Nel 1962 viene tesserato colui che diventerà un'autentica bandiera per l'Athletic Club, José Ángel Iribar. Egli vestirà la maglia rojiblanco per 18 stagioni consecutive e concluderà la carriera nel club. Al 2012 è il giocatore dell'Athletic con più presenze all'attivo; in tutto sono 614, contando campionato e coppe, sia nazionali che europee. Il 28 aprile 1962 vengono inaugurate le illuminazioni elettriche al San Mamés.
Gli anni sessanta e settanta sono poveri dal punto di vista delle competizioni. L'Athletic si afferma solo due volte nella coppa nazionale e non riesce a vincere nessun altro titolo. Dal punto di vista societario il 1973, a 75 anni dalla fondazione, avviene il primo congresso dei Peñas del Athletic, ovvero i supporter della squadra. Quattro anni più tardi l'Athletic si avvicina al suo più importante titolo in campo internazionale. Riesce, dopo aver sconfitto squadre come il Milan di Capello e Albertosi e il Barcellona di Cruijff, ad arrivare alla doppia finale di Coppa UEFA contro la Juventus. Perde a Torino per 1-0 e si impone al San Mamés per 2-1, ma la differenza delle reti segnate in trasferta è a favore dei bianconeri che si aggiudicano la coppa UEFA.

José Ángel Iribar, storica bandiera dell'Athletic, guida in campo i compagni di squadra a Torino, per la finale d'andata della Coppa UEFA 1976-1977 contro la Juventus.

Dopo la fine della stagione 1976-77 inizia un periodo poco brillante sia per il gioco, sia per i risultati poco edificanti. In campionato non ottiene più risultati degni di nota, in coppa si fa addirittura battere dal Castilla, filiale di segunda del Real Madrid e ottiene una sonora sconfitta per 7-1 al Camp Nou contro il Barcellona. Tutto questo prima del 1980, anno nel quale il San Mamés viene selezionato come uno degli stadi ospitanti le partite del mondiale di Spagna del 1982.
Oltre a questo, la stagione successiva diviene un'altra stagione chiave nella storia dei rojiblancos; la panchina viene affidata a Javier Clemente, precedentemente allenatore della squadra B. Egli rende il gioco dell'Athletic più appassionante e divertente e inoltre inserisce molti giovani nelle file della prima squadra che, con l'aiuto dei veterani già presenti, divengono essi stessi una colonna portante della squadra negli anni futuri. Il primo anno porta l'Athletic in quarta posizione, che gli vale un posto in Coppa UEFA.

### Gli ultimi titoli negli anni ottanta
La stagione 1982-83 vede l'Athletic laurearsi, dopo 27 anni, campione di Spagna. Il campionato è segnato da una lotta serrata tra l'Athletic e il Real Madrid che si decide in favore dei baschi solo all'ultima giornata, quando i rojiblancos vincono a Las Palmas e il Real perde 1-0 a Valencia. Il titolo vinto porta nelle strade circa un milione di appassionati in tutta la Biscaglia per festeggiare il successo. La squadra percorre su una barca (battezzata Athletic) il fiume Nervión dove riceve il plauso dei tifosi posizionati su entrambe le sponde.
L'anno successivo l'Athletic bissa la vittoria in campionato, con l'aggiunta della conquista della coppa dopo aver sconfitto per 1-0 il Barcelona in finale. La partita è tristemente nota per lo scontro tra i giocatori a fine partita, tra i quali Maradona. Anche questa volta, la doppietta in campionato e coppa fa scatenare la festa in tutta la Biscaglia.

### Anni novanta
Dopo queste due stagioni inizia un nuovo periodo di transizione in cui l'Athletic oltre a sfruttare il proprio vivaio, inizia anche ad acquistare giocatori da altri club, arrivando a pagare anche la cifra record di 300 milioni di peseta (nuovo record) per Lorenzo Juarros. La situazione non migliora e, dopo vari avvicendamenti in panchina, nel 1990 torna Clemente, il cui ritorno non restituisce al club i fasti di otto anni prima. Il tecnico è esonerato a metà stagione.
Dopo altri cambi di panchina giunge, nell'estate del 1992, il tedesco Jupp Heynckes, il quale "pesca" dal vivaio dell'Athletic nuovi giocatori da far esordire in prima squadra, tra i quali Julen Guerrero. La direzione del nuovo tecnico porta dei discreti risultati, come un ottavo posto e la qualificazione alla Coppa UEFA. Alla fine del suo contratto, però, decide di non rinnovare e lascia il club nel 1994.
La stagione successiva è una delle più difficili nella storia del club. Dopo l'acquisto (non senza polemiche) di Joseba Etxeberria dalla Real Sociedad per 55 milioni di pesetas, la squadra è costretta a lottare per non retrocedere, ottenendo la salvezza solo all'ultima giornata di campionato.
Dal 1996 al 2000 il tecnico è Luis Miguel Fernández. Durante la sua gestione l'Athletic acquista nuovi giocatori come Ismael Urzaiz, José Mari e Bixente Lizarazu. In generale anche l'Athletic diviene un club che si interessa nella compravendita dei giocatori come vuole il calcio moderno. L'unica differenza è la scelta di acquistare solo giocatori di scuola calcistica basca, ovvero tutti quelli che hanno iniziato la loro carriera giovanile in squadre di una delle sette province storiche di Euskal Herria, oppure giocatori di origini basche.
Nel 1998 l'Athletic Club festeggia il suo centenario con la qualificazione alla Champions League. Oltre che sul piano sportivo il centenario viene festeggiato in vari modi, tra i quali un concerto di Luciano Pavarotti al San Mamés, un'amichevole casalinga contro il Brasile e una carovana in viaggio per vari luoghi della Biscaglia. Le due stagioni successive, però, sono molto altalenanti e prive di successi, sia in campo nazionale che internazionale.

### Anni duemila
Gli anni seguenti vedono il club posizionarsi sempre a metà classifica, senza più vincere titoli e con una sola qualificazione per la Coppa UEFA. Al di fuori dei risultati sportivi, un avvenimento importante accadde nel 2006. Nel settembre di quell'anno, infatti, per la prima volta nella storia del club è stata eletta una presidentessa donna: si tratta di Ana Urquijo Elorriaga, agente immobiliare di Bilbao e socia del club fin dal 1969. Rimane in carica fino al 12 luglio 2007, giorno in cui è eletto nuovo presidente Fernando García Macua.
Nell'estate tra la stagione 2007-08 e 2008-09 l'Atlethic firma per la prima volta in 110 anni di storia un contratto triennale (poi rinnovato) con uno sponsor, la compagnia petrolifera basca Petronor, che va a "sporcare" la maglia. Nel 2009 l'Athletic, guidato dal tecnico Joaquín Caparrós, riesce ad ottenere il grande risultato di arrivare in finale di Coppa del Re contro il Barcellona, ma è battuto per 4-1, dopo l'inutile vantaggio siglato da Gaizka Toquero.

### Anni duemiladieci

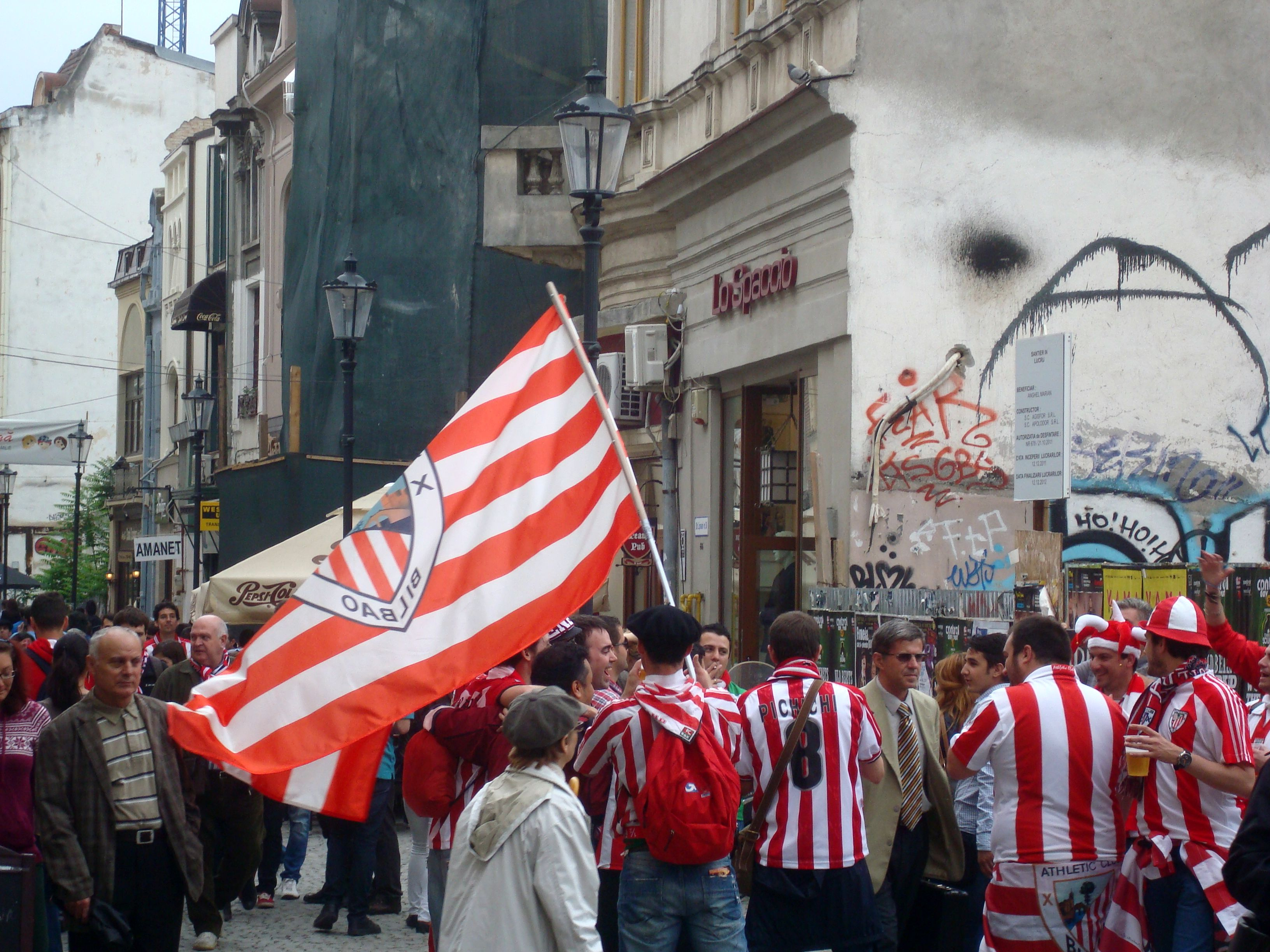
I tifosi dell'Athletic a Bucarest prima della finale di Europa League 2011-2012 contro l'Atlético Madrid

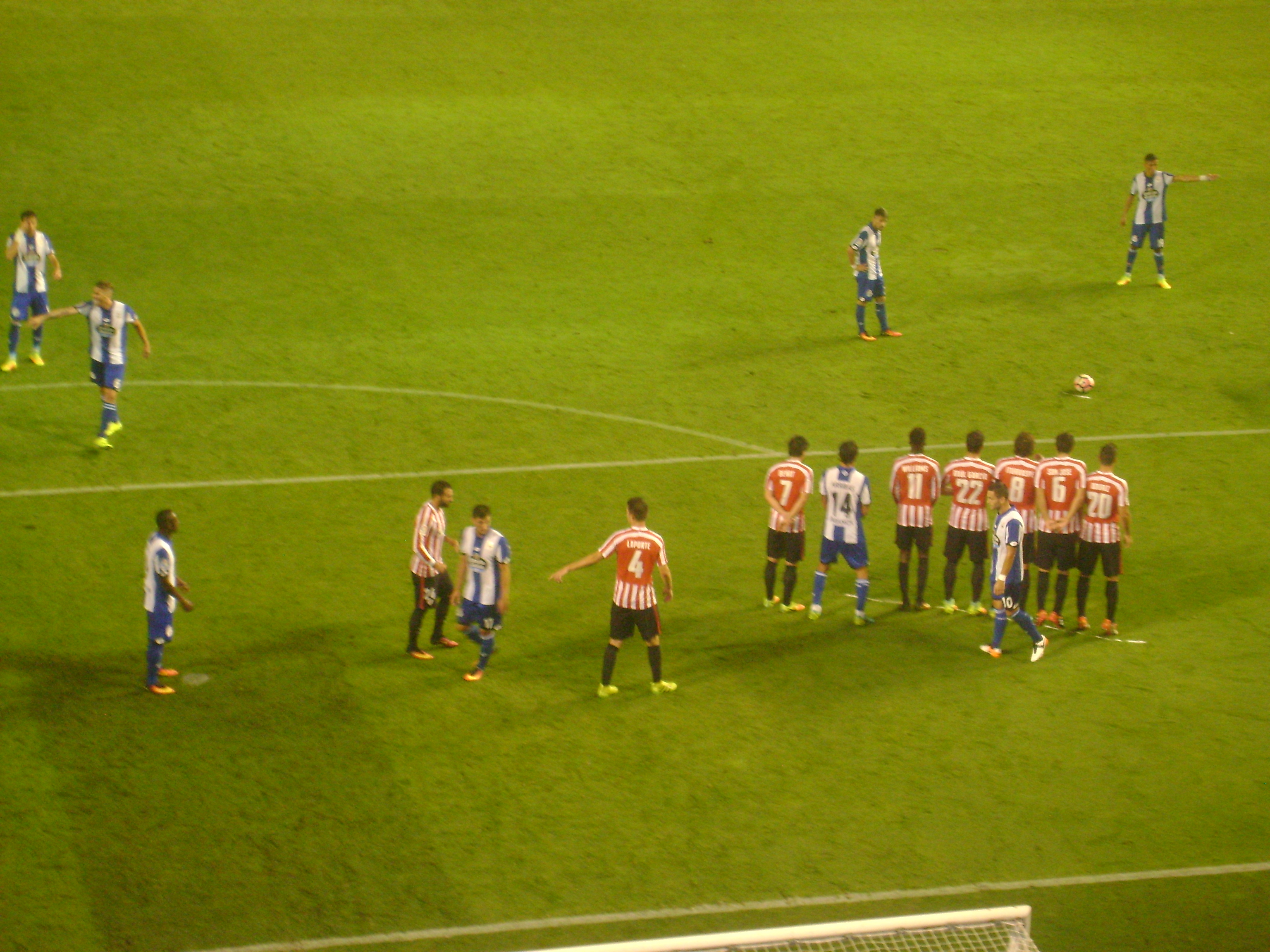
Un momento della sfida tra Deportivo de La Coruña e Athletic del campionato spagnolo 2016-2017

La stagione 2009-2010 inizia con due sconfitte (1-2 e 3-0) nelle due gare che assegnano la Supercoppa di Spagna contro il Barcellona. In questa annata iniziano ad affermarsi in prima squadra giocatori del vivaio come Iker Muniain, Óscar de Marcos, Mikel San José, Markel Susaeta e Ander Iturraspe. La squadra raggiunge i sedicesimi di finale di Europa League e conclude ottava in campionato. Al termine della stagione lasciano il club vari veterani, tra cui Joseba Etxeberria e Armando Ribeiro, che si ritirano dal calcio giocato, e Francisco Yeste e Iñaki Muñoz, partenti per la conclusione del contratto.
Nel 2010-2011 la squadra completa la sua crescita. Giovani promesse quali Borja Ekiza, Jon Aurtenetxe, Ibai Gómez e Igor Martínez si affermano come titolari. Il sesto posto in campionato, con 58 punti (gli stessi del Siviglia quinto e dell'Atlético Madrid settimo), garantisce il ritorno in Europa League per la stagione seguente. L'attaccante Fernando Llorente batte il proprio record di marcature nella Liga realizzando 18 gol, cifra che un calciatore dell'Athletic non raggiungeva dal 1994.
Nella stagione 2011-2012 la squadra basca, sotto la guida dell'argentino Marcelo Bielsa, ritorna a scrivere importanti pagine di storia, raggiungendo la finale sia di Copa del Rey (eliminando in semifinale la sorpresa Mirandés), che in Europa League. Nella competizione europea elimina fra gli altri il Manchester United, lo Schalke 04 e lo Sporting Lisbona, approdando dopo 35 anni in finale, nella quale viene sconfitto dai connazionali dell'Atletico Madrid di Diego Simeone per 3-0. Il 25 maggio 2012 l'Athletic viene sconfitto col medesimo risultato anche nella finale di Coppa del Re dal Barcellona di Pep Guardiola.
La stagione 2012-2013 è meno brillante rispetto agli anni precedenti: la squadra si piazza al dodicesimo posto in campionato e rimane fuori dalle coppe europee. Nell'Europa League 2012-2013 è eliminato nella fase a gironi.
Nella stagione 2013-2014, con un sorprendente quarto posto in campionato, il Bilbao, guidato di nuovo da Ernesto Valverde, ottiene l'accesso ai preliminari di Champions League, ritornando così nella massima competizione europea dopo sedici anni. Il 27 agosto 2014 l'Athletic, grazie al pareggio esterno per 1-1 e al successo casalingo per 3-1 contro il Napoli, accede alla fase a gironi di Champions, che non riuscirà, però, a superare. Il terzo posto nel girone garantisce l'accesso ai sedicesimi di Europa League, dove la squadra basca è eliminata dal Torino, capace di vincere per 3-2 al San Mamés dopo aver pareggiato per 2-2 all'andata. La compagine biancorossa raggiunge inoltre la finale di Coppa del Re, persa per la terza volta con il Barcellona (3-1). La stagione si chiude con il ritiro dall'attività agonistica di Andoni Iraola, che lascia il club dopo dodici stagioni di militanza ininterrotta, con 510 partite disputate (quarto giocatore più presente di sempre con la maglia dell'Athletic).
Il 17 agosto 2015, dopo aver vinto la finale d'andata per 4-0 al San Mamés con tripletta di Aritz Aduriz (che sarà autore di 36 gol in stagione), l'Athletic torna a vincere un trofeo dopo trentuno anni, pareggiando 1-1 contro il Barcellona campione d'Europa e di Spagna in carica al Camp Nou nella finale di ritorno della Supercoppa di Spagna. Nell'Europa League 2015-2016 la squadra è eliminata ai quarti di finale ai tiri di rigore dal Siviglia, poi vincitore del torneo. Nel campionato 2015-2016 si piazza quinta, accedendo all'Europa League dell'anno seguente. Valverde lascia la panchina alla fine della stagione 2016-2017, conclusa al settimo posto e con l'eliminazione ai sedicesimi di finale di Europa League.
José Ángel Ziganda, tecnico della squadra riserve, guida la compagine basca in una difficile stagione 2017-2018, conclusa al sedicesimo posto nella Liga dopo due eliminazioni nelle coppe. Particolarmente scioccante è quella contro il modesto Formentera nei sedicesimi di finale di Coppa del Re, mentre dall'Europa League il Bilbao esce agli ottavi di finale contro l'Olympique Marsiglia poi finalista del torneo.
Nell'estate del 2018 la panchina basca viene affidata ad Eduardo Berizzo. Dopo quattordici giornate, nel mese di dicembre, la dirigenza esonera il tecnico argentino, che ha ottenuto una sola vittoria, con la squadra che staziona in zona retrocessione. Gli subentra il tecnico della squadra riserve, Gaizka Garitano, con cui il rendimento della squadra migliora, tanto che nella prima settimana del 2019 la squadra si tira fuori dai bassifondi della classifica. La risalita prosegue fino ad aprile, con il raggiungimento del settimo posto, ma una sconfitta all'ultima giornata contro il Siviglia fa scivolare i baschi all'ottavo posto finale. Garitano ha raccolto comunque 43 punti in 24 giornate, uno dei migliori risultati nella storia del club.

### Anni duemilaventi
Nella stagione 2020-2021 l'Athletic giunge a disputare due finali di Coppa del Re (quella 2019-2020 era stata posticipata di circa un anno), ma le perde entrambe, la prima contro la Real Sociedad (0-1) e la seconda (2020-2021) contro il Barcellona (0-4). Riesce comunque, nella stessa stagione, a vincere la Supercoppa di Spagna, battendo Real Madrid in semifinale (2-1) e Barcellona in finale (3-2 dopo i supplementari).
Nella stagione 2021-2022 l'Athletic sfiora il ritorno nelle coppe europee classificandosi ottavo, a quattro punti dal settimo posto, mentre in Coppa del Re il cammino si interrompe in semifinale per mano del Valencia, che perderà poi la finale del torneo. Nell'annata seguente viene confermato l'ottavo posto, ma in virtù della squalifica dell'Osasuna dalle competizioni europee il club basco viene in un primo momento ammesso alla Conference League e in Coppa del Re viene eliminato nuovamente in semifinale, questa volta dallo stesso Osasuna, che perderà poi la finale del torneo. Il 25 luglio, tuttavia, la UEFA riammette l'Osasuna alla Conference League, escludendo dunque, l'Athletic.
Nel 2023-2024 la squadra si aggiudica nuovamente la Coppa del Re dopo quarant'anni, battendo per 4-2 ai tiri di rigore il Maiorca dopo aver eliminato ai quarti di finale il Barcellona e in semifinale l'Atlético Madrid, mentre in campionato arriva quinto, tornando a disputare le coppe europee dopo sei anni. L'anno successivo, la squadra migliora il suo posizionamento nella Liga arrivando al quarto posto e qualificandosi alla UEFA Champions League dopo dieci anni di assenza, mentre in Europa League compie un gran percorso arrivando secondi nel girone ed eliminando Roma e Rangers prima di perdere per un totale di 7-1 contro il Manchester United.

## Colori e simboli

### Colori

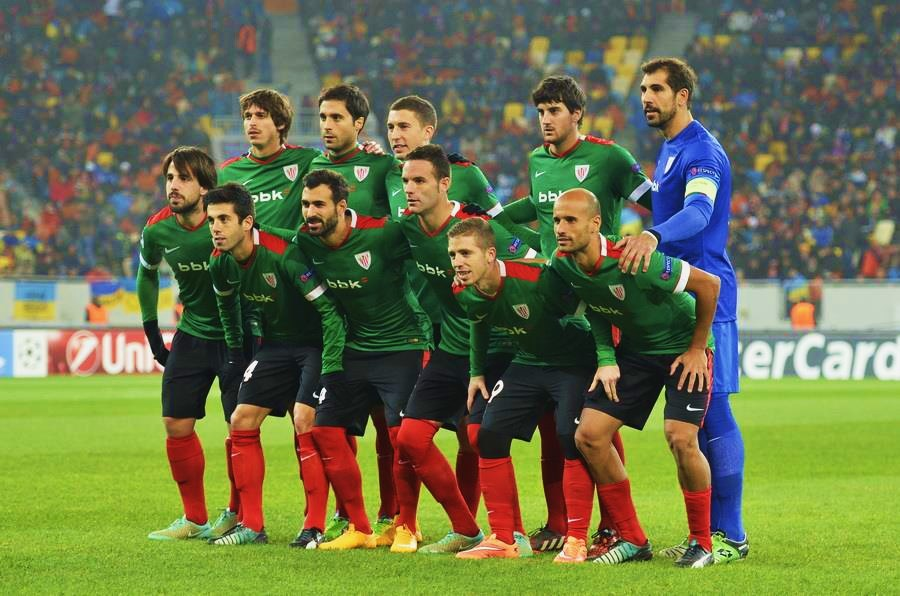
La divisa da trasferta che riprende i colori della Ikurrina, la bandiera basca.

Originariamente, la maglia dell'Athletic Club era bianca e blu. Nel 1910 adottarono i colori rosso e bianco. Non si sa con esattezza quale fosse il motivo, ma ci sono tre ipotesi: la prima vuole che abbiano adottato la combinazione di colori della squadra del Southampton, cioè maglia a strisce verticali rosse e bianche, pantaloncini neri e calzettoni bianco-rossi, in quanto i fondatori britannici provenivano principalmente da questa città; la seconda vuole che alcuni membri dell'Athletic Club furono mandati in Inghilterra per comprare le maglie bianco-blu, ma, non trovandole, abbiano ripiegato sulle maglie rosso-bianche; la terza vuole che la combinazione di strisce rosso-bianche fosse la più economica di tutte, poiché era la stessa usata per foderare i materassi.
L'unica cosa certa è che fu l'Atlético de Madrid, squadra fondata da studenti baschi emigrati a Madrid, a cambiare per prima dalla combinazione bianco-blu alla combinazione rosso-bianca e per questo furono soprannominati Los Colchoneros (I fabbricanti di materassi).
L'Athletic Club è stata una delle poche squadre che non ha avuto il logo di uno sponsor sulla sua maglietta fino al 2008. L'unica eccezione era stata fatta per la Coppa UEFA 2004-05, durante la quale sulle magliette venne scritta la parola EUSKADI, in verde, per sponsorizzare il governo basco. L'UEFA impose, però, che la maglia fosse usata anche in una competizione nazionale e quindi l'Athletic Club la sfoggiò anche per la Copa del Rey, in modo da mantenere immacolata la maglia della Liga.
Nel 2001 l'Athletic Club fonda un proprio marchio, la Marca Athletic. Fino alla stagione 2008-09 i baschi indossano i vestiti e le divise da gioco di tale marchio, ma nel febbraio 2009 la dirigenza firma un contratto con la marca inglese Umbro per la fornitura di divise da gioco e vestiario per le stagioni seguenti. La Marca Athletic veste comunque alcune squadre basche di categorie inferiori e continua a produrre merchandising dell'Athletic.
Fece discutere una divisa del 2005, disegnata dall'artista Dario Urzay, composta da singolari macchie rosse. La divisa, non particolarmente apprezzata e decisamente eccentrica oltre che lontana dalle maglie storiche del club, fu ironicamente appellata maglia ketchup ed è considerata una delle peggiori mai viste nei campi di calcio. Nonostante ciò, la maglia è stata molto ben considerata dalle persone legate al mondo dell'arte e, come tale, fa parte della collezione ARTIUM (Vitoria-Gasteiz), dove è stata esposta nel 2009.
L'Athletic come maglie di trasferta ebbe tra vari colori una blu (usata tradizionalmente negli anni 70-inizi degli anni 90), una metà bianca e metà blu, ricordando la prima maglia della società, una rossa (indossata nel 1989), una nera negli anni 2000 e attualmente una verde con dettagli rossi e bianchi, a ricordare la Ikurrina.

### Simboli ufficiali

#### Inno
L'inno dell'Athletic Club è stato composto nel 1983 dal maestro Feliciano Beobide, con riadattamento di Carmelo Bernaola. Il testo è interamente in basco, a differenza dei precedenti inni risalenti al 1913 ed al 1950 il cui testo era in spagnolo. Il testo è stato scritto da Juan Antón Zubikarai.
L'inno originale è stato eseguito dal coro della ABAO (Asociación Bilbaina de Amigos de la Ópera - Associazione Bilbaina degli Amici dell'Opera) È stata anche incisa una versione punk rock dal gruppo M.C.D.

## Strutture

### Stadio

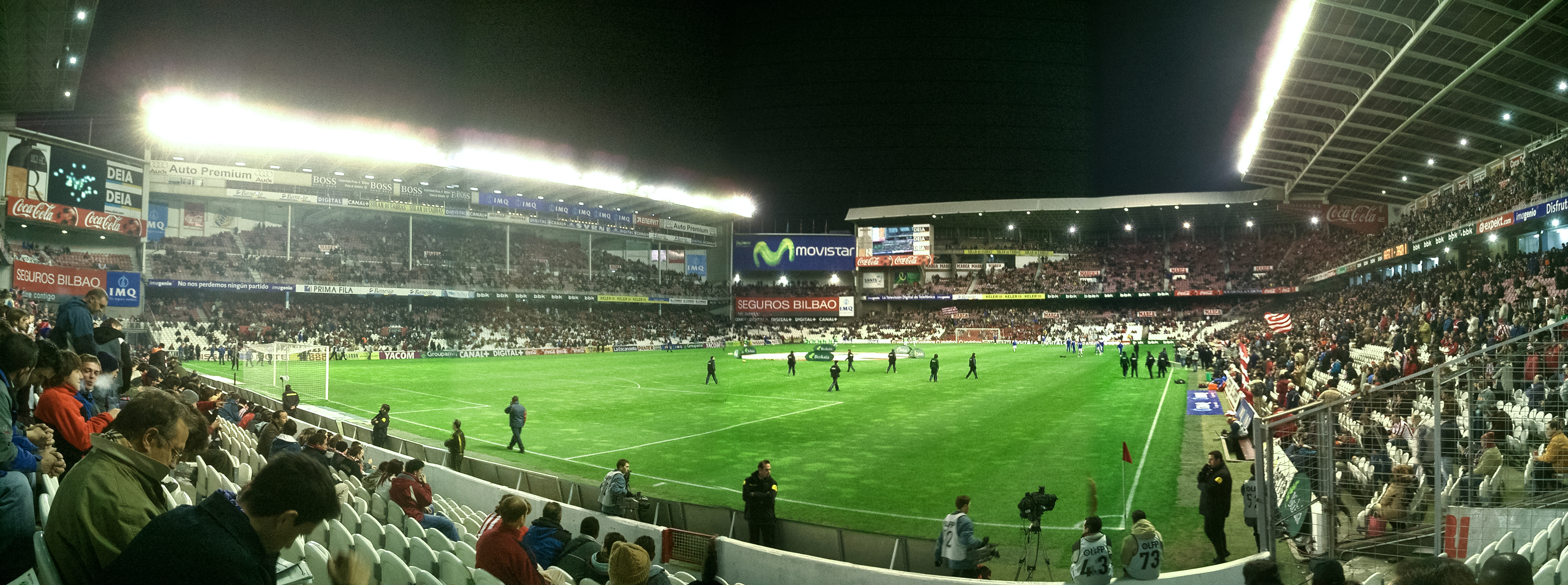
Il vecchio San Mamés

L'Athletic Club disputò le sue partite interne allo Stadio San Mamés. La prima pietra fu posta il 20 gennaio 1913 e fu successivamente inaugurato il 21 agosto dello stesso anno in una partita contro il Racing de Irún. Pichichi fu il primo giocatore a segnare un gol al San Mamés. Su questo campo, l'8 febbraio 1931, l'Athletic Bilbao guidato da mister Pentland riuscì ad imporsi sul Barcellona per 12-1, di fatto la vittoria più ampia della Liga spagnola. Nella stessa partita, l'attaccante basco Bata realizzò 7 reti, stabilendo un altro record.
Lo stadio subì diverse ristrutturazioni volte ad aumentarne la capienza e coprire gli spalti, per esempio tra febbraio 1952 e marzo 1953 sulla tribuna principale è stata installata una struttura metallica che ha permesso la rimozione delle colonne, con un conseguente miglioramento della visibilità. Inoltre, subì pesanti opere di ristrutturazione in vista del Campionato mondiale di calcio 1982.
Nel 1997 sono state eliminate le barriere che separavano il pubblico dal campo e sono stati rimossi i posti in piedi, per soddisfare le norme imposte dalla UEFA. La capacità è stata così ridotta a 40.000 posti. Il 6 dicembre 2012 si è disputata l'ultima gara europea al San Mamés, contro lo Sparta Praga, valida per l'Europa League. L'ultima partita di campionato, ha visto invece i baschi fronteggiare il Levante, il 26 maggio 2013.
L'impianto è stato demolito nel giugno dello stesso anno. A fianco è stata costruita la nuova casa dell'Athletic, che porta lo stesso nome del precedente impianto, ma viene identificato come San Mamés. I lavori avevano precedentemente avuto inizio tra la fine del 2009 e l'inizio del 2010, per essere completati nel 2013. A livello europeo, risulta essere uno stadio a 5 stelle UEFA, avente una capienza di 53.289 posti. La prima partita disputata nel nuovo stadio è data 16 settembre 2013. I baschi vinsero di misura contro il Celta Vigo.

Il nuovo San Mamés.

### Centro di allenamento
Le due squadre "riserve" e le formazioni della cantera, hanno come quartier generale il centro tecnico di Lezama, situato nel municipio di Lezama, nella provincia di Biscaglia, a meno di quindici chilometri dalla città di Bilbao.

## Società

### Organigramma societario
Dati ricavati dal sito ufficiale del club.
- Jon Uriarte - Presidente
- Koldo Asua - Responsabile sociale
- José María Amorrortu - Direzione sportiva
- Aitor Larrazabal - Direzione sportiva
- José Ángel Pereda[12] - Coordinatore dei team manager
- Lander Hernández - Addetto alla pianificazione
- Fernando Quintanilla - Area calcio in Biscaglia
- María Ruiz de Oña - Area sviluppo personale e professionale
- Santi Urkiaga - Addetto alle strutture

Area organizzativa
- Javier Arkotxa[12] - Team manager

Area comunicazione
- Blas Ziarreta - Area utenza
- Iñigo Lizarralde - Area utenza

### Sponsor
Di seguito gli sponsor tecnici dell'Athletic Bilbao.
- 1898-1980 non presente
- 1980-1991 Adidas
- 1991-1999 Kappa
- 1999-2001 Adidas
- 2001-2009 100% Athletic
- 2009-2013 Umbro
- 2013-2017 Nike
- 2017-2023 New Balance
- 2023- Castore

### Settore giovanile
Il settore giovanile, soprannominato cantera, è composto da quattro squadre maschili che prendono parte ai campionati delle categorie Alevines, 11 e 12 anni, degli Infantiles, 13 e 14 anni, dei Cadetes, 15 e 16 anni, e dei Juveniles, 17 e 18 anni. Alle ultime due categorie l'Athletic Club partecipa con due formazioni per campionato.

## Allenatori e presidenti
Di seguito l'elenco cronologico degli allenatori dell'Athletic Bilbao.
- 1914-1916  Billy Barnes
- 1920-1921  Billy Barnes
- 1921 mag.-dic.  Jack Burton
- 1921-1922  Juan Arsuaga
- 1922-1925  Frederick Pentland
- 1925-1926  Ralph Kirby
- 1926-1928  Lippo Hertzka
- 1928-1929  Máximo Royo
- 1929-1933  Frederick Pentland
- 1933-1935  Patricio Caicedo
- 1935-1936  José María Olabarria
- 1936 gen.-giu.  William Garbutt
- 1938-1939  Perico Birichiñaga
- 1939-1940  Roberto Etxebarria
- 1940-1947  Juan Urkizu
- 1947-1949  Harry Bagge
- 1949-1952  José Iraragorri
- 1952-1954  Antonio Barrios
- 1954-1957  Ferdinand Daučík
- 1957-1958  Baltasar Albéniz
- 1958-1960  Martim Francisco
- 1960-1962  Juan Antonio Ipiña
- 1962-1963  Ángel Zubieta
- 1963-1964  Juan Otxoantezana
- 1964-1965  Antonio Barrios
- 1965-1968  Agustín Gaínza
- 1968-1969  Rafael Iriondo
- 1969-1971  Ronnie Allen
- 1971-1972  Salvador Artigas
- 1972-1974  Milorad Pavić
- 1974-1976  Rafael Iriondo
- 1976-1979  Koldo Aguirre
- 1979-1980  Helmut Senekowitsch
- 1980-1981  Iñaki Sáez
- 1981-1986  Javier Clemente
- 1986-1987  José Ángel Iribar
- 1987-1989  Howard Kendall
- 1989-1990  Txetxu Rojo
- 1990-1991  Javier Clemente
- 1991-1992  Iñaki Sáez
- 1992 feb.-giu.  Txutxi Aranguren
- 1992-1994  Jupp Heynckes
- 1994-1995  Javier Irureta
- 1995 mar.-giu.  José María Amorrortu
- 1995-1996  Dragoslav Stepanović
- 1996 mar.-giu.  José María Amorrortu
- 1996-2000  Luis Miguel Fernández
- 2000-2001  Txetxu Rojo
- 2001-2003  Jupp Heynckes
- 2003-2005  Ernesto Valverde
- 2005 lug.-ott.  José Luis Mendilibar
- 2005-2006  Javier Clemente
- 2006 lug.-nov.  Félix Sarriugarte
- 2006-2007  José Manuel Esnal, Mané
- 2007-2011  Joaquín Caparrós
- 2011-2013  Marcelo Bielsa
- 2013-2017  Ernesto Valverde
- 2017  José Ángel Ziganda
- 2018 mag.-dic.  Eduardo Berizzo
- 2018-2021  Gaizka Garitano
- 2021-2022  Marcelino
- 2022-  Ernesto Valverde

Di seguito l'elenco cronologico dei presidenti dell'Athletic Bilbao.
- 1900-1901  Luis Márquez Marmolejo
- 1902-1903  Juan Astorquia
- 1903-1906  Enrique González de Careaga
- 1906-1908  Ramón Aras
- 1908-1910  Alberto Zarraoa
- 1910-1911  Pedro Astigarraga
- 1911-1917  Alejandro de la Sota
- 1917-1919  Pedro Astigarraga
- 1919-1921  Ricardo de Irezabal
- 1921-1922  Ernesto Bourgeaud
- 1922-1923  José María Vilallonga
- 1923-1926  Ricardo de Irezabal
- 1926-1929  Manuel de la Sota
- 1929-1933  Manuel Castellanos
- 1933-1935  José María Olabarria
- 1935-1943  Luis Casajuana
- 1943-1946  Roberto de Arteche
- 1946-1950  José María Larrea
- 1950-1959  Enrique Guzmán
- 1959-1965  Javier Prado
- 1965-1968  Julio Eguskiza
- 1969-1973  Félix Oráa
- 1973-1977  José Antonio Egidazu
- 1977-1982  Jesús María Duñabeitia
- 1982-1990  Pedro Aurtenetxe
- 1990-1994  José Julián Lertxundi
- 1994-2001  José María Arrate
- 2001-2003  Javier Uria
- 2003-2004  Ignacio Ugartetxe
- 2004-2006  Fernando Lamikiz
- 2006-2007  Ana Urquijo Elorriaga
- 2007-2011  Fernando García Macua
- 2011-2018  Josu Urrutia
- 2018-2022  Aitor Elizegi
- 2022-  Jon Uriarte

## Calciatori

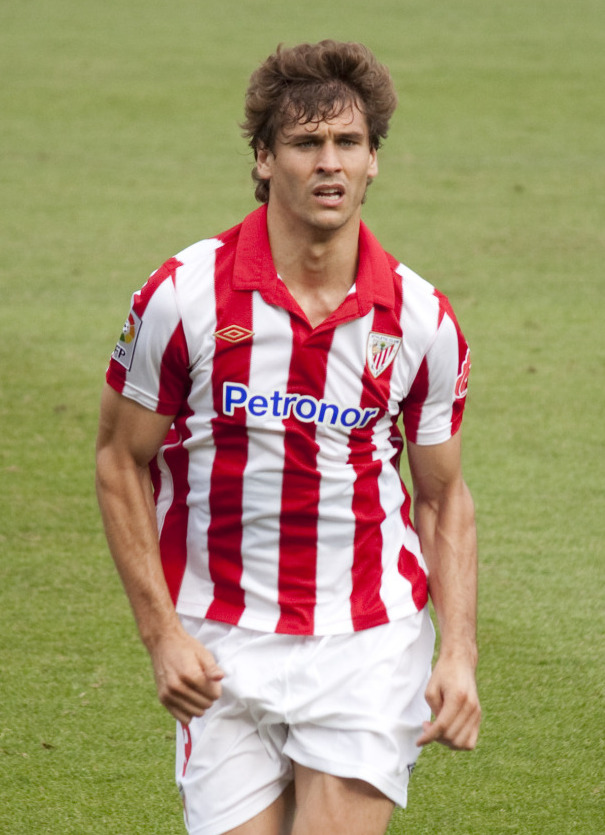
Lo spagnolo Fernando Llorente, campione del mondo 2010 e d'Europa 2012 durante la militanza a Bilbao

### Vincitori di titoli
Campioni del mondo
- Javi Martínez (Sudafrica 2010)
- Fernando Llorente (Sudafrica 2010)

Campioni d'Europa
- Luis Echeberría (Spagna 1964)
- José Ángel Iribar (Spagna 1964)
- Javi Martínez (Polonia-Ucraina 2012)
- Fernando Llorente (Polonia-Ucraina 2012)
- Dani Vivian (Germania 2024)
- Nico Williams (Germania 2024)
- Unai Simón (Germania 2024)

Nations League
- Unai Simón (2023)

## Palmarès

### Competizioni nazionali
- Campionato spagnolo: 8

1929-1930, 1930-1931, 1933-1934, 1935-1936, 1942-1943, 1955-1956, 1982-1983, 1983-1984
- Coppa di Spagna: 24 [1]

(1901-1902), 1902-1903, 1903-1904, 1909-10, 1910-1911, 1913-1914, 1914-1915, 1915-1916, 1920-1921, 1922-1923, 1929-1930, 1930-1931, 1931-1932, 1932-1933, 1942-1943, 1943-1944, 1944-1945, 1949-1950, 1954-1955, 1955-1956, 1957-1958, 1968-1969, 1972-1973, 1983-1984, 2023-2024
- Supercoppa di Spagna: 3

1984, 2015, 2021
- Coppa Eva Duarte: 1

1950
- Coppa dell'Incoronazione: 1

1902

### Competizioni internazionali
- Pequeña Copa del Mundo: 1

1967

### Competizioni regionali
- Campionato basco: 16

1913-1914, 1914-1915, 1915-1916, 1919-1920, 1920-1921, 1922-1923, 1923-1924, 1925-1926, 1927-1928, 1928-1929, 1930-1931, 1931-1932, 1932-1933, 1933-1934, 1938-1939, 1939-1940
- Coppa dei Paesi Baschi: 1

1934

### Competizioni giovanili
- Copa de Campeones de División de Honor Juvenil: 2

1989-1990, 1991-1992.
- División de Honor Juvenil de Fútbol: 10

1995-1996, 2002-2003, 2003-2004, 2008-2009, 2009-2010, 2010-2011, 2012-2013, 2015-2016, 2017-2018, 2019-2020.
- Copa del Rey Juvenil: 9

1962-1963, 1963-1964, 1964-1965, 1965-1966, 1966-1967, 1969-1970, 1983-1984, 1991-1992, 2009-2010.

### Squadra femminile

#### Competizioni nazionali
- Campionato spagnolo: 5

2002-2003, 2003-2004, 2004-2005, 2006-2007, 2015-2016

## Statistiche e record

### Partecipazione ai campionati e ai tornei internazionali

#### Campionati nazionali
Dalla stagione 1928-1929 alla 2024-2025 il club ha ottenuto le seguenti partecipazioni ai campionati nazionali:
| Livello | Categoria        | Partecipazioni | Debutto   | Ultima stagione | Totale |
| ------- | ---------------- | -------------- | --------- | --------------- | ------ |
| 1º      | Primera División | 95             | 1928-1929 | 2025-2026       | 95     |

#### Partecipazioni alle coppe nazionali
Dati aggiornati alla fine della stagione 2023/24.
- Partecipazioni alla Coppa del Re: 113 (miglior risultato: campione)
- Partecipazioni alla Supercoppa di Spagna: 5 (miglior risultato: campione)
- Partecipazioni alla Copa de la Liga: 4 (miglior risultato: quarti di finale)
- Partecipazioni alla Coppa Eva Duarte: 1 (miglior risultato: campione)

#### Tornei internazionali
Alla stagione 2024-2025 il club ha ottenuto le seguenti partecipazioni ai tornei internazionali:
| Categoria                                | Partecipazioni | Debutto   | Ultima stagione |
| ---------------------------------------- | -------------- | --------- | --------------- |
| Coppa dei Campioni/UEFA Champions League | 5              | 1956-1957 | 2014-2015       |
| Coppa delle Coppe                        | 2              | 1969-1970 | 1973-1974       |
| Coppa UEFA/UEFA Europa League            | 19             | 1971-1972 | 2024-2025       |
| Coppa Intertoto                          | 1              | 2005      | 2005            |

#### Altri tornei internazionali
- Partecipazioni alla Coppa delle Fiere: 5 (miglior risultato: quarti di finale)
- Partecipazioni alla Coppa Latina: 1 (miglior risultato: secondo posto)

### Statistiche di squadra
| Partite Nella Liga - Miglior vittoria in casa Athletic Club - Barcelona (1930/31) 12 - 1 - Miglior vittoria in trasferta Osasuna - Athletic Club (1958/59) 1 - 8 - Peggior sconfitta in casa Athletic Club - Barcelona (1990/91) 0 - 6 - Peggior sconfitta in trasferta Barcelona - Athletic Club (2000/01) 7 - 0 Nella Coppa di Spagna - Miglior vittoria Athletic Club - Celta (1946/47) 12 - 1 Nelle competizioni europee - Miglior vittoria in casa Athletic Club - HJK Helsinki (UEFA Europa League 2012/13) 6 - 0 - Miglior vittoria in trasferta Standard Liegi - Athletic Club (Coppa UEFA 2004/05) 1 - 7 | Campionati Campionati disputati - Campionati in Primera División 92 (tutti) Piazzamenti - Miglior posizione in Primera División 1° (1929/30, 1930/31, 1933/34, 1935/36, 1942/43, 1955/56, 1982/83 e 1983/84) - Peggior posizione in Primera División 17° (2006/07) Gol - Maggior numero di gol segnati in Primera División 88 in 30 partite (1950/51) - Minor numero di gol subiti in Primera División 20 in 30 partite (1969/70) Punti - Maggior numero di punti in classifica 70 in 38 partite (2013/14) - 3 punti a vittoria - Minor numero di punti in classifica 20 in 18 partite (1928/29) - 2 punti a vittoria |

### Statistiche nelle competizioni UEFA
A livello internazionale la miglior vittoria è il 7-1 esterno ottenuto contro lo Standard Liegi nella fase a gruppi della Coppa UEFA 2004-2005, mentre la peggior sconfitta è rappresentata dal 5-1 subito contro la Juventus nei sedicesimi della Coppa UEFA 1988-1989.
Tabella aggiornata alla fine della stagione 2019-2020.
| Competizione                  | Partecipazioni | G   | V  | N  | P  | RF  | RS  |
| ----------------------------- | -------------- | --- | -- | -- | -- | --- | --- |
| UEFA Champions League         | 5              | 28  | 10 | 8  | 10 | 22  | 22  |
| Coppa delle Coppe             | 2              | 6   | 2  | 2  | 2  | 6   | 9   |
| Coppa UEFA/UEFA Europa League | 18             | 135 | 64 | 24 | 47 | 221 | 173 |
| Coppa delle Fiere             | 5              | 26  | 15 | 4  | 9  | 36  | 30  |
| Coppa Intertoto               | 1              | 2   | 1  | 0  | 1  | 1   | 1   |

### Statistiche individuali
Il giocatore con più presenze nelle competizioni europee è Markel Susaeta a quota 75, mentre il miglior marcatore è Aritz Aduriz con 34 gol.
Statistiche aggiornate al 25 maggio 2025.
In grassetto i giocatori ancora in attività.
| Record presenze Presenze totali 1. José Ángel Iribar 614 2. Óscar de Marcos 573 3. Iker Muniain 560 4. Txetxu Rojo 541 5. Joseba Etxeberria 514 6. Andoni Iraola 510 7. Markel Susaeta 507 8. Agustín Gaínza 496 9. José María Orúe 483 10. Inaki Williams 471 Presenze nella Liga 1. José Ángel Iribar 466 2. Joseba Etxeberria 445 3. Óscar de Marcos 435 4. Iker Muniain 434 5. Txetxu Rojo 414 6. Andoni Iraola 406 7. José María Orúe 391 8. Aitor Larrazabal 390 9. Agustín Gaínza 380 10. Markel Susaeta 379 | Record Marcature Gol totali 1. Telmo Zarra 335 2. Bata 208 3. Daniel Ruiz-Bazán 199 4. Guillermo Gorostiza 196 5. José Iraragorri 180 6. Aritz Aduriz 172 7. Eneko Arieta 171 8. José Luis Panizo 170 9. Agustín Gaínza 152 10. Victorio Unamuno 136 Gol nella Liga 1. Telmo Zarra 251 2. Daniel Ruiz-Bazán 147 3. Eneko Arieta 136 4. José Luis Panizo 126 5. Agustín Gaínza 119 6. Aritz Aduriz 118 7. Ismael Urzaiz 116 8. Guillermo Gorostiza 109 9. Bata 105 10. José Luis Artetxe 105 |
| Vincitori trofeo Pichichi - Guillermo Gorostiza (1929/30) - Bata (1930/31) - Guillermo Gorostiza (1931/32) - Víctor Unamuno (1939/40) - Telmo Zarra (1944/45) - Telmo Zarra (1945/46) - Telmo Zarra (1946/47) - Telmo Zarra (1949/50) - Telmo Zarra (1950/51) - Telmo Zarra (1952/53) - Fidel Uriarte (1967/68) - Carlos (1974/75) | Vincitori trofeo Zamora - Gregorio Blasco (1929/30) - Gregorio Blasco (1933/34) - Gregorio Blasco (1935/36) - José María Echevarría (1940/41) - Raimundo Lezama (1946/47) - José Ángel Iribar (1969/70) - Unai Simón (2023/24) |
| Vincitori trofeo Zarra - Fernando Llorente (2011/12) - Aritz Aduriz (2014/15) - Aritz Aduriz (2015/16) | |

## Tifoseria

### Storia
L'Athletic conta 44 117 soci e 429 club ufficiali. La tifoseria dell'Athletic, conosciuta anche come «la afición de San Mamés», è famosa in Spagna per il grande ambiente del suo stadio, specialmente nelle partite importanti. La tradizione vuole che durante il periodo antecedente a partite particolarmente importanti, i cittadini di Bilbao e della sua provincia adornino i propri balconi, le vetrine dei negozi, i bar e gli altri esercizi commerciali con bandiere e oggetti aventi i colori biancorossi.
È molto comune che la tifoseria si riunisca in massa per sostenere la squadra prima di una partita di grande importanza, come ad esempio successo prima degli ottavi di finale dell'Europa League-2012 contro il Manchester United o prima della semifinale di Copa del Rey nel 2009 contro il Siviglia, quando centinaia di sostenitori baschi aspettarono la partenza in autobus che avrebbe condotto la squadra allo stadio. Nel marzo 2012, ben 8.000 tifosi hanno seguito la squadra a Manchester per assistere alla gara valida per gli ottavi di finale di Europa League, stabilendo così un primato.
Nel tempo, la tifoseria dell'Athletic ha ricevuto segni di stima da molti personaggi del mondo del calcio, come ad esempio l'ex portiere Andoni Zubizarreta o il presidente del Barcellona Sandro Rosell. Anche il cantante Manu Chao, nel videoclip della canzone Mr Bobby, appare con una maglia dell'Athletic. Inoltre la tifoseria basca venne premiata dal quotidiano Marca come miglior tifoseria della stagione 2010-2011.

### Gemellaggi e rivalità
Il Real Madrid, il Barcellona e la Real Sociedad sono le rivali storiche dell'Athletic. Con le prime due soprattutto si è contesa molti campionati e coppe, tanto che i loro incroci sono considerati un classico nella Liga. Con la Real Sociedad esiste una rivalità particolare: quando le due si incontrano disputano il Derby Vasco; esiste una certa rivalità anche con l’Osasuna. La squadra con la quale c’è invece il legame di amicizia più stretto è il Celta Vigo. In Italia con il C.F.C. Genoa 1893 e infine è nato nel 2015 un gemellaggio con i tifosi del Torino in occasione della gara di ritorno dei sedicesimi di finale di Europa League.

## Organico

### Rosa 2025-2026
| N. |                   | Ruolo | Calciatore              |
| -- | ----------------- | ----- | ----------------------- |
| 1  | Spagna (bandiera) | P     | Unai Simón              |
| 2  | Spagna (bandiera) | D     | Andoni Gorosabel        |
| 3  | Spagna (bandiera) | D     | Dani Vivian             |
| 4  | Spagna (bandiera) | D     | Aitor Paredes           |
| 5  | Spagna (bandiera) | D     | Yeray Álvarez           |
| 6  | Spagna (bandiera) | C     | Mikel Vesga             |
| 7  | Spagna (bandiera) | A     | Álex Berenguer          |
| 8  | Spagna (bandiera) | C     | Oihan Sancet            |
| 9  | Ghana (bandiera)  | A     | Iñaki Williams          |
| 10 | Spagna (bandiera) | A     | Nico Williams           |
| 11 | Spagna (bandiera) | A     | Gorka Guruzeta          |
| 12 | Spagna (bandiera) | D     | Jesús Areso             |
| 13 | Spagna (bandiera) | C     | Unai Vencedor           |
| 15 | Spagna (bandiera) | D     | Iñigo Lekue             |
| 16 | Spagna (bandiera) | C     | Iñigo Ruiz de Galarreta |

| N. |                    | Ruolo | Calciatore       |
| -- | ------------------ | ----- | ---------------- |
| 17 | Spagna (bandiera)  | D     | Yuri Berchiche   |
| 18 | Spagna (bandiera)  | C     | Mikel Jauregizar |
| 19 | Spagna (bandiera)  | D     | Adama Boiro      |
| 20 | Spagna (bandiera)  | C     | Unai Gómez       |
| 21 | Spagna (bandiera)  | A     | Maroan Sannadi   |
| 22 | Spagna (bandiera)  | C     | Nico Serrano     |
| 23 | Spagna (bandiera)  | A     | Robert Navarro   |
| 24 | Spagna (bandiera)  | C     | Beñat Prados     |
| 25 | Spagna (bandiera)  | A     | Urko Izeta       |
| 26 | Spagna (bandiera)  | P     | Mikel Santos     |
| 27 | Messico (bandiera) | P     | Álex Padilla     |
| 30 | Spagna (bandiera)  | C     | Alejandro Rego   |
| 34 | Spagna (bandiera)  | D     | Jon de Luis      |
|    | Spagna (bandiera)  | D     | Unai Eguíluz     |

### Staff tecnico
Dal sito ufficiale del club.
Area tecnica
- Andoni Imaz - Direttore sportivo
- Ernesto Valverde - Allenatore
- Jon Iñaki Aspiazu - Allenatore in seconda
- Pablo Orbaiz - Preparazione specifica
- Aitor Iru - Preparatore dei portieri
- Luis Prieto - Preparatore atletico
- Xabier Clemente - Preparatore atletico
- Eduardo Estibariz[11] - Analista allenamenti
- Iñaki Azkarraga[11] - Responsabile relazioni con i giocatori
- Iker López - Addetto al campo
- Txetxu Gallego - Magazziniere
- Jon Eskalza - Magazziniere

Area sanitaria
- Josean Lekue - Responsabile settore medico
- Paco Angulo - Responsabile settore medico
- Juanma Santisteban - Medico sociale
- Gontzal Beitia - Medico sociale
- Josean Lekue - Infermiere
- Paco Angulo - Infermiere
- Isusko Ortuzar - Infermiere
- Jesús López - Infermiere
- Juan Manuel Ipiña - Fisioterapista
- Beñat Azula - Fisioterapista
- Isusko Ortuzar - Fisioterapista
- Juan Manuel Ipiña[35] - Massaggiatore
- Kepa Galardi[35] - Podologo

## Squadre affiliate

### Bilbao Athletic
Il Bilbao Athletic è la più importante delle squadre affiliate all'Athletic Club. Affonda le sue radici nel periodo post-guerra civile spagnola, ma la squadra moderna è stata fondata nel 1964. Squadra di categoria inferiore, rappresenta un trampolino di lancio per i giocatori provenienti dalla cantera basca. Molti sono i nomi importanti passati per questa squadra, per esempio Julio Salinas e Julen Guerrero tra i giocatori e Javier Clemente, José Ángel Iribar e Rafael Iriondo tra gli allenatori. Ha militato nella Segunda División B, corrispondente al terzo livello del calcio spagnolo.

### Baskonia
Il Baskonia è, a livello d'importanza, la seconda squadra affiliata all'Athletic Club. Rappresenta spesso il primo gradino per i giovani che emergono dalla cantera, da cui poi passare al livello successivo rappresentato dal Bilbao Athletic. Ha militato nella Tercera División, quarto livello del campionato spagnolo.

### Squadra femminile
L'Athletic Club Emakumeen Futbol Taldea è la sezione femminile del club. Fondata nel 2002 in seguito alla fusione con il Leioa EFT, nella stagione 2013-2014 gioca nella Superliga Femenina, il massimo campionato del calcio femminile spagnolo.  Nel suo palmarès può contare su cinque titoli nazionali.